# Stimold-MIF Chișinău
El Stimold-MIF Chișinău fue un equipo de fútbol de Moldavia que jugó en la División Nacional de Moldavia, la primera división de fútbol en el país.

## Historia
Fue fundado en el año 1996 en la capital Chisináu tras la fusión de los equipos Stimold Chisinau y MIF-Chisinau como parte de la Divizia A, donde en su primera temporada logran el ascenso a la División Nacional de Moldavia al vencer en la fase de playoff al Codru Calarasi 2-1.
Su primera temporada en primera división también fue la última al terminar en penúltimo lugar de la liga donde solo ganaron dos partidos de 26.
El club cambia su nombre en 1998 por el de Codru- Stimold Chisinau, desapareciendo al finalizar la temporada debido a la falta de recursos y a que la en la capital no tenía popularidad a la par de los equipos Constructorul y Zimbru.

## Nombres
- 1996-98 : Stimold-MIF Chisinau
- 1998-99 : Codru-Stimold Chisinau